# Bill Hubauer
Bill Hubauer (Guantanamo, 18 luglio 1965) è un polistrumentista, cantante e compositore cubano naturalizzato statunitense, noto prevalentemente come membro Neal Morse Band.

## Biografia
Iniziò all'età di 10 anni a suonare il pianoforte, per poi passare al basso, e in seguito diventare un polistrumentista. La sua attività musicale inizia nel 1985, dopo essersi trasferito negli Stati Uniti, quando iniziò a suonare in band di generi diversi, principalmente cover band. Nel 1998 fu uno dei fondatori insieme a Keith Ahine e Jimmy Tanner della band christian rock Apologetix, con i quali però non ottenne il successo sperato.
Nel frattempo, iniziò a conoscere la musica di Neal Morse, inizialmente con gli Spock's Beard, poi con i Transatlantic, e Dopo essere uscito dalle band Apologetix e Carl Palmer's ELP Legacy, iniziò ad esibirsi dal vivo con Neal Morse.
La collaborazione tra i due porterà al supergruppo The Prog World Orchestra, band fondata nel 2011, che comprende grandi nomi del panorama rock progressivo mondiale. Finita questa esperienza nel 2013, divenne membro del nuovo gruppo The Neal Morse Band, che comprende, oltre al fondatore, Eric Gillette, Randy George e Mike Portnoy.

## Discografia

### Bill Hubauer and Friends
- 2022 - Cancun 22

### Con la Neal Morse Band
- 2015 – The Grand Experiment
- 2016 – The Similitude of a Dream
- 2019 – The Great Adventure
- 2021 – Innocence & Danger

### Con gli Apologetix
- 2001 - Biblical Graffiti
- 2002 - Spoofernatural
- 2003 - Adam Up
- 2006 - Grace Period
- 2008 - Worldplay

### Con la Prog World Orchestra
- 2012 - A Proggy Christmas

### Collaborazioni
- 2006 - Lifeline - Neal Morse
- 2012 - Momentum:Live - Neal Morse